# 東京ミッドナイト ロンリネス
『東京ミッドナイト ロンリネス』（とうきょうミッドナイト ロンリネス）は、ソニンの3枚目のシングル。

## 解説
- 前作から5ヶ月ぶりのシングル。
- プロモーションビデオのサビ部分は当時の「武富士ダンサーズ」のパロディ。
- 初回限定盤には「東京ミッドナイト ロンリネス」のプロモーションビデオを収録したDVDが付属した。

## 収録曲
全作詞・作曲：つんく
1. 東京ミッドナイト ロンリネス
編曲：鈴木Daichi秀行
2. 夏が来ない
編曲：高橋諭一
3. 東京ミッドナイトロンリネス (Instrumental)
4. 夏が来ない (Instrumental)